# ホシスジオニグモ

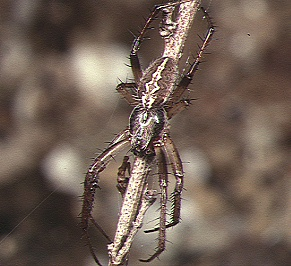
雄成体

ホシスジオニグモ Neoscona theisi (Walckenaer, 1841) はヒメオニグモ属のクモの一つ。ドヨウオニグモに似て、より南方に分布し、日本本土では南部の海岸域でのみ見られる。

## 特徴
体長は雌で6.5-11.5mm、雄では4.5-7mm。背甲は明るい褐色で、正中線と縁取りが暗褐色になっている。腹部背面には中央に明るい縦斑があり、その外側に不明瞭な葉状班を持つ。見方を変えると、中央の明るい帯の両側に暗色の縦斑があり、その中に明るい斑紋が並んでいる。この明るい斑紋が葉の形の輪郭を作る。中央の明るい縦斑は白や黄色、外側の暗色部は淡褐色、緑褐色、暗褐色など様々。雄は斑紋色彩とも雌とほぼ同じで、身体の幅が狭く、腹部が細い。

## 分布
日本では本州以南、四国、九州、南西諸島、伊豆・小笠原諸島に分布する。本州では新海(2006)は静岡県以南ではあるが、北進中としている。世界的には旧世界の熱帯域に広く分布する。

## 生態など
成体は6-9月に見られる。日本では海岸地域の草の間、低木の間に網を張っているのが見られる。
世界的には草原に広く見られる。農作地にも普通に見られ、たとえばオーストラリアの大豆畑でも常に多数見られる種とされているし、パキスタンの柑橘畑で地上のクモを調査した結果でもコガネグモ科のクモでは本種が最も多く採集されている。
また、パキスタンでは水田に見られる円網を張るクモでもっとも普遍的なものの一つである。同時に見られる円網を張るクモ4種について研究した結果によると、それら4種は互いの網を張る高さを変えることで空間的に棲み分け、生態的な資源を奪い合うことを解消していると見られる。本種はその中で最も高い位置に網を張り、網中心の平均高は140cm程度の位置にあった。

## 近縁種など
同属の種は多いが、小野編著(2009)は以下の2種を類似種としている。彼はまた区別点として、腹背の斑紋について解説している。本種の特徴としては両側の暗色部にある明るい色の斑紋が後方でも連続せずに並んでいることを挙げている。
- N. adianta：ドヨウオニグモ
- N. amamiensis：アマミオニグモ

分布の面ではアマミオニグモはトカラ列島から奄美諸島までに限られる。ドヨウオニグモは旧北区の温帯域を中心に分布し、本種と同様に世界規模の広域分布種であるものの、旧世界の熱帯域に広く分布する本種とは対照的である。